# Donald Shipley
Donald W. "Don" Shipley es un ex-SEAL de la Armada de los Estados Unidos. Después de su jubilación, obtuvo reconocimiento por exponer públicamente a falsos militares.

## Servicio militar
Donald Shipley se unió a la Armada de los Estados Unidos en 1978 y se convirtió en SEAL de la marina en 1984 después de graduarse de la clase 131 BUD/S. Shipley sirvió en el Equipo 1 de SEAL, Equipo 2 de SEAL, Centro de Tácticas Especiales de Guerra Naval, Demolición Submarina Básica/SEAL (BUD/S por sus siglas en inglés), y Grupo 2 de Tácticas Especiales de Guerra Naval (NSWG-2 por sus siglas en inglés) en la Base Anfibia Naval de Little Creek en Virginia como Instructor de Entrenamiento Avanzado de SEAL.
Mientras estaba en el Equipo 2 de SEAL, Shipley dirigió operaciones en Bosnia y Liberia. Se convirtió en el primer SEAL en graduarse de la Escuela de Paramédicos sin formar parte de ella. Sirvió en ocho pelotones de los SEAL, fue Jefe de Pelotón en cinco, y se le otorgó la Medalla de la Armada y del Cuerpo de Marines por su heroísmo durante una misión de búsqueda y rescate.
Estableciendo récords por inmensos disparos de demolición de tierra y agua y realizando cursos de entrenamiento de alto riesgo. También ejerció como experto en explosivos instruyendo a los departamentos de policía de todo el país en trampas y artefactos explosivos improvisados. Cuando no estaba en un pelotón SEAL o desplegado en el extranjero, su tiempo lo dedicaba a dirigir bloques de entrenamiento para los SEAL en operaciones aéreas, guerra terrestre y demoliciones.
Después de 24 años de servicio en la armada, se retiró como Jefe Superior de los SEAL en 2003.
Shipley también fue un Contramaestre.

## Vida posmilitar
Después de su jubilación, Shipley trabajó como contratista de seguridad para Blackwater Security Consulting, pasando un año en Pakistán y Afganistán. Shipley realizó un curso de capacitación junto a varios ex-SEAL de la Marina de los EE. UU. llamado 'Extreme SEAL Experience', que entrenó a los SEAL potenciales, así como a personas que estaban interesadas en experimentar los rigores del entrenamiento SEAL.
Donald Shipley originalmente comenzó a trabajar en 'Extreme SEAL Experience' en 1992 para la Marina de los Estados Unidos. Fue diseñado para entrenar a los cadetes de la Marina con fines de reclutamiento. Posteriormente se transformó en un programa completo diseñado para preparar a los interesados en la Tácticas Especiales de Guerra Naval por la intensa naturaleza del entrenamiento BUD/S.

## Exponiendo falsas afirmaciones de falsos SEALs
Shipley ha obtenido atención por su trabajo al exponer públicamente a individuos que falsamente afirman haber servido como SEALs. Él y su esposa Diane produjeron una serie de videos en YouTube, "Phony Navy SEAL of the Week", en el que combinan secuencias de Shipley llamando por teléfono a falsos militares y los cuestionan por sus falsas afirmaciones respecto a su supuesto servicio militar, con interacciones entre él y Diane y clips de películas que se relacionan con el tema en cuestión.
Finalmente, el éxito de la serie de YouTube dio lugar a una serie más extensa de segmentos de vídeo producidos profesionalmente que están disponibles en el sitio web 'Extreme SEAL Videos'. Además de un programa destacado en el que Donald y Diane, su esposa, viajan personalmente por los Estados Unidos para confrontar a falsos individuos que se hacen pasar por SEALs de la Marina. Existen otros segmentos de video, incluyendo sesiones de preguntas y respuestas con Don y Diane, un programa de cocina presentado por Diane, y material del curso de capacitación 'Extreme SEAL Experience'.
Shipley también es colaborador invitado especial en 'SOFREP.com'. El sitio ofrece noticias y análisis de exmilitares y veteranos de Operaciones Especiales. Donald afirmó, "...el FBI estima que hay 300 impostores de SEAL por cada SEAL de la Marina vivo. Verificando al menos una docena y a menudo más de 20 reclamaciones fraudulentas de SEAL cada día, estimo una cantidad mucho, mucho mayor que 300." Donald estima que hay aproximadamente 17.600 que han completado el entrenamiento de Tácticas Especiales de Guerra Naval desde 1943, alrededor de 10.000 de ellos están vivos, y 2.400 de ellos en servicio activo.

## Otros trabajos
Shipley también es un productor de cine, conocido por Secrets of SEAL Team Six (2011) y Inside Edition (1988).